# Svartbäcken, Helsingfors
Svartbäcken (finska: Mustapuro) är en bäck i östra Helsingfors. Den börjar i Gårdsbacka och rinner ner via Kvarnbäcken, Botbyhöjden, Östra centrum och Marudd till Strömsvik i Kasberget. I början av 2000-talet byggdes lägenheter öster om bäcken och samtidigt flyttades stadsdelarnas gränser till sina nuvarande ställen. I Botbyhöjden nära Svartbäcken finns en lekpark med samma namn.
Svartbäcksparkens ängar, buskar och skogar är populära såväl bland människor som fåglar. Nära bäcken häckar flera intressanta fåglar, bland annat näktergal, svarthätta och mindre hackspett. 
I 1754 års karta hade bäcken namnet Skogsbäck.

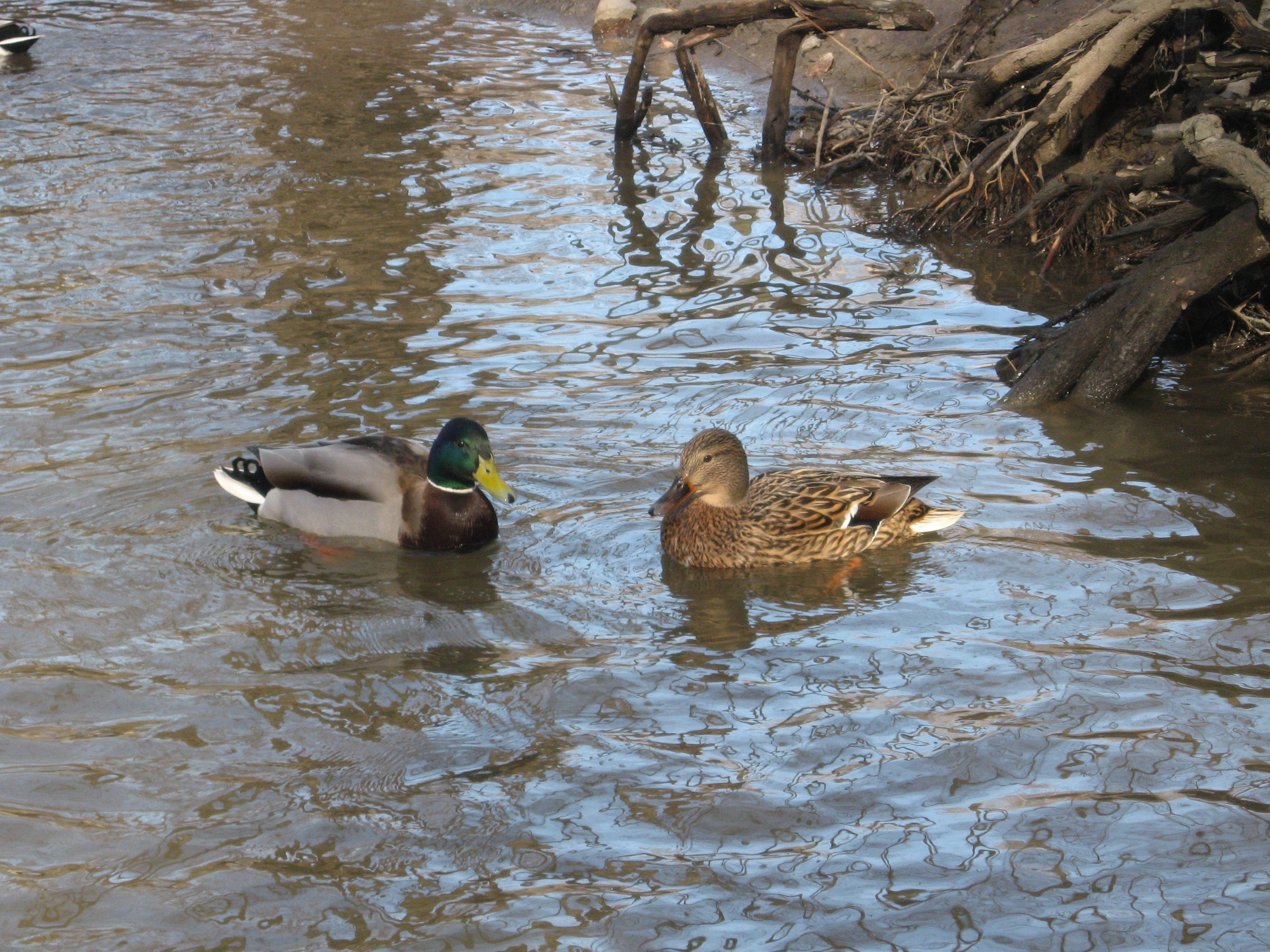
Två gräsänder i Svartbäcken.